# 5 World Trade Center
Design do 5 World Trade Center proposto em Fevereiro de 2021
O 5 World Trade Center ou Five World Trade Center, também referido pelo seu endereço, 130 Liberty Street, é um edifício planejado para o novo World Trade Center, que será localizado em Lower Manhattan, na cidade de Nova York.
O 5 World Trade Center será localizado no Local 5 do novo complexo do World Trade Center, mas não exatamente sobre a principal parcela de 16 acres (6,5 ha) de terra como os outros quatro prédios. Era originalmente para ser construído no local do antigo Deutsche Bank Building (também destruído nos ataques de 11 de setembro de 2001). Em junho de 2007, foi anunciado que o serviço financeiro JPMorgan Chase planejava desenvolver o edifício como sua nova sede internacional, no entanto, a aquisição do Bear Stearns em março de 2008 pelo JPMorgan colocou o futuro do projeto em questão, visto que a empresa planejava transferir a sua sede para o 383 Madison Avenue.
Em 14 de outubro de 2011, o governador do estado de Nova Iorque, Andrew Cuomo, anunciou um acordo para reconstruir a Igreja Ortodoxa Grega de São Nicolau, destruída durante os ataques de 11 de Setembro de 2001, em 130 Liberty Street.
Em fevereiro de 2021, um novo design foi anunciado para o novo 5 World Trade Center que será desenvolvido pela Silverstein Properties e pela Brookfield Properties. O novo design propõe uma torre alta de uso misto com área de 145,000m² (1,560,000ft²) e altura de 270m (900ft). A construção do edifício está planejada para começar em 2023 e terminar em 2028.

## Edifício original (1970-2001)
O 5 World Trade Center era originalmente um edifício de escritórios de 9 andares construído entre 1970-1972, parte do complexo do World Trade Center. Ele sofreu vários danos em sua estrutura além de uma parte ter ruído, resultado dos Ataques de 11 de Setembro de 2001. O edifício foi demolido em Janeiro de 2002, como parte do projeto de remoção de escombros do WTC.

### Danos resultantes do ataque de 2001
Os andares 4 a 9 sofreram colapso parcial e/ou pegaram fogo. Os andares 1 a 3 se não foram danificados. Parte dos danos deveu-se ao impacto causado pelos fragmentos do desabamento da Torre Norte (WTC 1), enquanto outras secções vieram a ruir devido aos danos causados pelos incêndios. A fachada exterior sofreu graves danos devido ao fogo. Os andares superiores (5 a 9) pegaram fogo após a segunda torre desabar. A última secção permanente do 5 WTC foi removida em Janeiro de 2002.

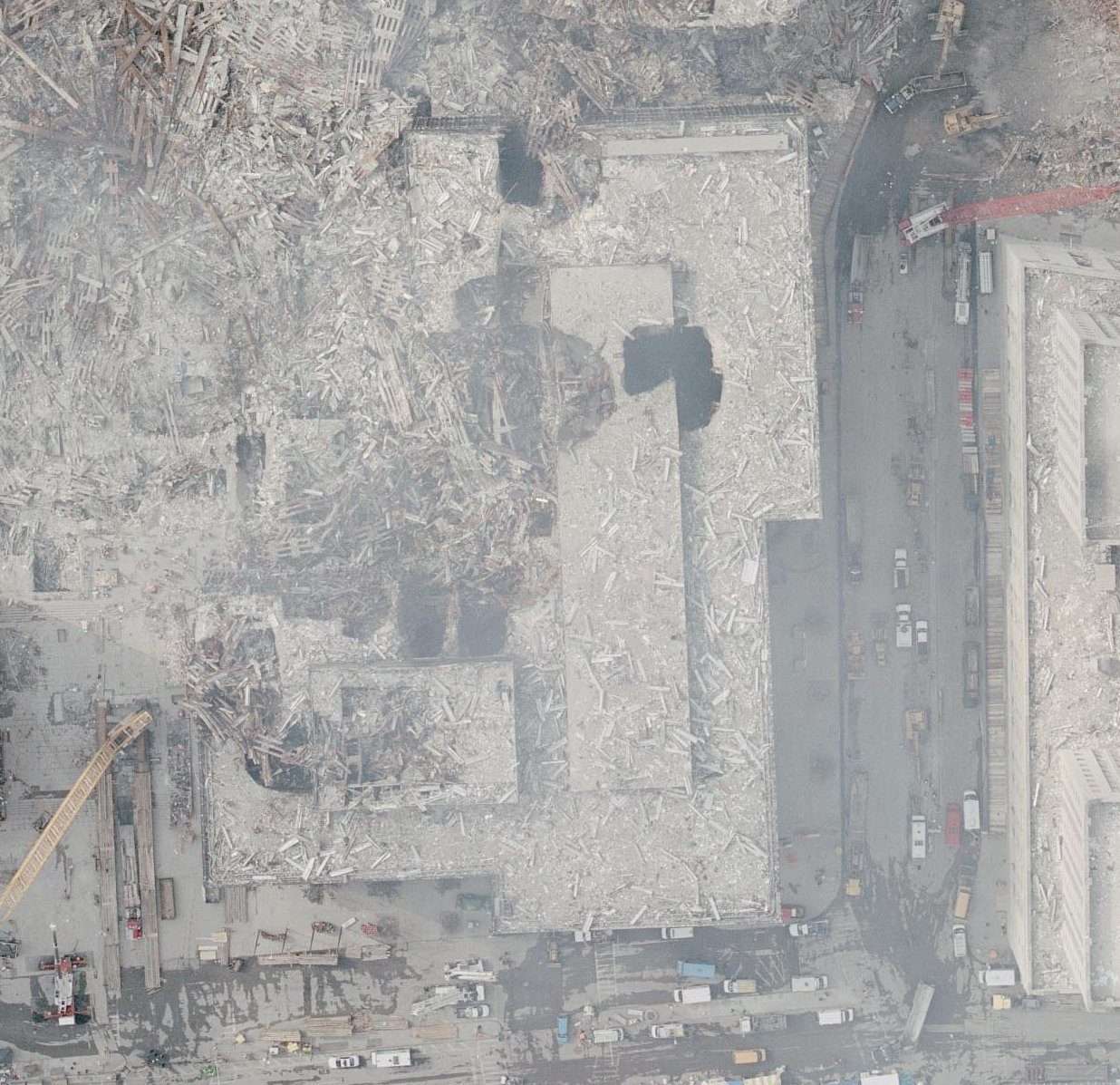
5 World Trade Center na imagem aérea da NOAA após os ataques de 11 de Setembro de 2001

O novo Two World Trade Center será construído no local onde se localizava o edifício original do Five World Trade Center.